# PDC Pro Tour 2006
Die PDC Pro Tour 2006 war die fünfte Austragung der Dartsturnierserie von der PDC. Sie beinhaltete die UK Open Qualifiers und die Players Championships. Insgesamt wurden 17 Turniere und damit eines mehr als im Vorjahr ausgetragen – 9 Players Championships und 8 UK Open Qualifiers.

## Preisgeld
Die Preisgelder für die Players Championships entsprachen denselben wie im Vorjahr. Das Preisgeld für die UK Open Qualifiers wurde in der Jahresmitte an das der Players Championships angeglichen.
Sie unterteilten sich wie folgt:
| Runde         | Players Championships | UK Open Qualifiers 2005/06 | UK Open Qualifiers 2006/07 |
| ------------- | --------------------- | -------------------------- | -------------------------- |
| Sieg          | £ 5.000               | £ 4.000                    | £ 5.000                    |
| Finale        | £ 2.500               | £ 2.000                    | £ 2.500                    |
| Halbfinale    | £ 1.250               | £ 1.000                    | £ 1.250                    |
| Viertelfinale | £ 600                 | £ 500                      | £ 600                      |
| Achtelfinale  | £ 300                 | £ 250                      | £ 300                      |
| Letzte 32     | £ 150                 | £ 100                      | £ 150                      |
| Letzte 64     | £ 75                  | £ 50                       | £ 75                       |
| Total         | £ 19.600              | £ 15.200                   | £ 19.600                   |

## Players Championships
| Nr. | Datum      | Turnier                                    | Austragungsort | Sieger                | Ergebnis | Finalist        |
| --- | ---------- | ------------------------------------------ | -------------- | --------------------- | -------- | --------------- |
| 1   | 21.01.2006 | PDPA Players Championship Gibraltar        | Gibraltar      | Dennis Priestley      | 3 : 2    | Terry Jenkins   |
| 2   | 17.06.2006 | PDPA Players Championship Hayling Island 1 | Hayling Island | Colin Lloyd           | 3 : 1    | Barrie Bates    |
| 3   | 18.06.2006 | PDPA Players Championship Hayling Island 2 | Hayling Island | Raymond van Barneveld | 3 : 1    | Adrian Lewis    |
| 4   | 22.07.2006 | Bobby Bourn Memorial Trophy                | Blackpool      | Phil Taylor           | 3 : 1    | Roland Scholten |
| 5   | 23.09.2006 | PDPA Players Championship Wales            | Newport        | Phil Taylor           | 3 : 1    | James Wade      |
| 6   | 21.10.2006 | PDPA Players Championship Ireland          | Dublin         | Phil Taylor           | 3 : 0    | Denis Ovens     |
| 7   | 04.11.2006 | PDPA Players Championship Scotland         | Irvine         | Adrian Lewis          | 3 : 1    | Mick McGowan    |
| 8   | 11.11.2006 | PDPA Players Championship Netherlands 1    | Lisse          | Colin Lloyd           | 3 : 0    | Mick McGowan    |
| 9   | 12.11.2006 | PDPA Players Championship Netherlands 2    | Lisse          | Barrie Bates          | 3 : 2    | Phil Taylor     |

## UK Open Qualifiers
| Nr.                        | Datum      | Turnier                   | Sieger                | Ergebnis | Finalist         |
| -------------------------- | ---------- | ------------------------- | --------------------- | -------- | ---------------- |
| UK Open Qualifiers 2005/06 |            |                           |                       |          |                  |
| 1                          | 08.01.2006 | North East Regional Final | Kevin Painter         | 2 : 0    | Colin Lloyd      |
| 2                          | 12.02.2006 | South West Regional Final | Mark Dudbridge        | 2 : 0    | Dennis Priestley |
| 3                          | 05.03.2006 | Southern Regional Final   | Chris Mason           | 2 : 1    | Barrie Bates     |
| 4                          | 19.03.2006 | North West Regional Final | Alan Tabern           | 2 : 0    | Steve Maish      |
| 5                          | 09.04.2006 | Midlands Regional Final   | Raymond van Barneveld | 2 : 0    | Ronnie Baxter    |
| UK Open Qualifiers 2006/07 |            |                           |                       |          |                  |
| 6                          | 24.09.2006 | Welsh Regional Final      | Phil Taylor           | 2 : 1    | Adrian Lewis     |
| 7                          | 22.10.2006 | Irish Regional Final      | Raymond van Barneveld | 2 : 1    | Colin Lloyd      |
| 8                          | 05.11.2006 | Scottish Regional Final   | Raymond van Barneveld | 2 : 0    | Barrie Bates     |